# Echthodopa carolinensis
Echthodopa carolinensis är en tvåvingeart som beskrevs av Stanley Willard Bromley 1951. Echthodopa carolinensis ingår i släktet Echthodopa och familjen rovflugor.
Artens utbredningsområde är North Carolina. Inga underarter finns listade i Catalogue of Life.